# Crataegus collina
Crataegus collina — вид рослин із родини трояндових (Rosaceae).

## Діагностика
Crataegus collina подібний до свого майже алопатричного побратима C. punctata, відрізняється меншою табличною звичкою росту, листя на розширених пагонах не глибоко надрізані, менша кількість квіткових суцвіть, менше (5–7 проти 7–10) і менш вдавлені жилки, часто ширша форма листя (особливо у var. hirtiflora), дещо темніше забарвлення гілочок, краї чашолистка більш-менш залозисто-пилчасті, іноді різне число тичинок. Crataegus collina є одним із перших глодів, які зацвіли у своєму ареалі поширення, на відміну від C. punctata, який квітне на кінець середини сезону. Crataegus × disperma дещо схожий на C. collina; він алопатричний і зазвичай має більше бічних жилок листків і менше плодових кісточок. Crataegus collina, мабуть, не переносить посуху і до кінця серпня в посушливе літо часто залишається безлистим. Crataegus collina мінливий і розділений на різновиди.

## Біоморфологічна характеристика
Це кущ заввишки 60–80 дм. Гілочки молоді запушені, 1–2-річні сірувато-коричневі, старші сірі; колючки на гілочках мало чи численні, ± прямі, однорічні темно-сірі, зазвичай ± тонкі, 2–4 см. Листки: довжина ніжки 1 см, 10–20 % пластини, запушена, не залозиста; пластина ромбо-зворотно-яйцеподібна чи широко-еліптична, іноді ± вузько-зворотно-яйцеподібна, 3–5(7.5) см, ширина в 1.4–2.5 рази менша, часточок 0 чи 1 чи по 2 (або 3) з кожного боку, верхівки часток від гострих до субгострих, рідко тупі, краї зубчасті в дистальних 3/4, верхівка від субгострої до тупої, абаксіальна поверхня шершаво-запушена особливо на жилках, адаксіальна шершаво-запушена молодою, потім ± гола. Суцвіття 5–10-квіткові. Квітки (10)13–18(20) мм у діаметрі; краї чашолистків зазвичай залозисто-пилчасті, пиляки білі, кремові або рожеві. Яблука оранжеві чи яскраво-червоні чи темно-червоні, круглі, 8–14 мм у діаметрі, зазвичай голі; кісточок (3)5. 2n = 34, 51, 68.

## Середовище проживання
Зростає у пд.-сх. і цн.-сх. США — Алабама, Арканзас, Джорджія, Іллінойс, Індіана, Канзас, Кентуккі, Луїзіана, Міссісіпі, Міссурі, Північна Кароліна, Південна Кароліна, Теннессі, Вірджинія.